# Peter Brüning
Pour les articles homonymes, voir Brüning.
Peter Brüning, né le 21 novembre 1929 à Düsseldorf (province de Rhénanie) et mort le 25 décembre 1970 à Ratingen (Allemagne), est un artiste peintre et sculpteur moderniste allemand. Ses œuvres des années 1950 sont rattachées à l'art informel.

## Biographie

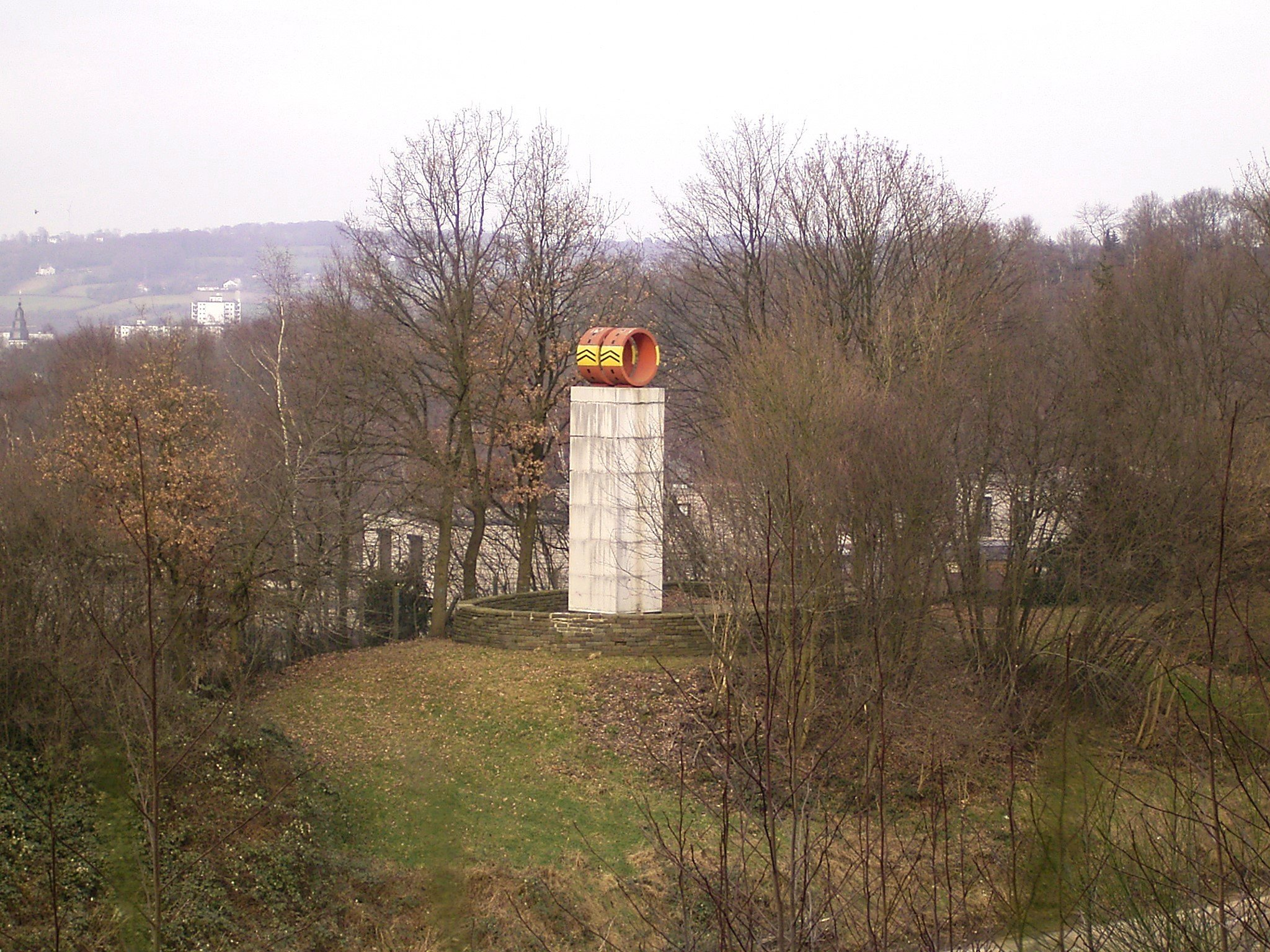
Autobahndenkmal (1967) sur l'A1 à Wuppertal.